# Pierre Maupetit
Pour les personnes ayant le même patronyme, voir Maupetit.
Pierre Honoré Anne Maupetit, né le 21 novembre 1771 à Lyon dans le Rhône et mort le 13 décembre 1811 à Alençon, est un général français de l’Empire. Réputé intrépide, Maupetit se distingue particulièrement à Marengo, Wertingen, Austerlitz, Iéna. Il charge à de nombreuses reprises et est plusieurs fois blessé. Nommé ensuite en Espagne, il est mort des suites des blessures qu'il y a reçues.

## Biographie
Né à Lyon en 1771, Pierre Maupetit est le fils de Pierre Maupetit, écuyer, conseiller secrétaire du roi, chancelier des comptes de Montpellier, recteur de l'Hôtel Dieu de Lyon de 1772 à 1775, et de Marguerite Orsel.

### Officier
Sous-lieutenant le 10 mars 1792, dans le 9e régiment de dragons, il est nommé lieutenant le 1er avril 1793. Il fait les campagnes de 1792 à l'an IX aux armées des Alpes, de l’Ouest et d’Italie. En l'an II, à l'affaire de Sorinières, il est blessé de plusieurs coups de crosse à l'épaule droite. Devenu capitaine le 12 frimaire an IV, il est promu chef d'escadron par arrêté du général en chef de l'armée d'Italie du 1er floréal an VI. Il prend ensuite part à la journée du 18 brumaire avec le 9e dragons, qui est alors commandé par le chef de brigade Sébastiani, et qui fait partie de la garnison de Paris.
Affecté à l’armée de réserve, il se trouve à la bataille de Marengo où il combat avec intrépidité. Il retarde longtemps l'entrée dans la plaine de l'armée du général Melas, par sept charges consécutives qu'il effectue sur l’avant-garde ennemie, et il reçoit plusieurs coups de sabre sur la tête et un coup de feu à la jambe droite. Revenu, avec son régiment, à Paris, après la paix, il est nommé chef de brigade en remplacement de Sébastiani. Membre de la Légion d'honneur le 19 frimaire an XII, et officier de l'ordre le 25 prairial suivant, il fait partie, en l'an XII et en l'an XIII, de la deuxième réserve de cavalerie de l'armée des côtes de l'Océan.

### Colonel

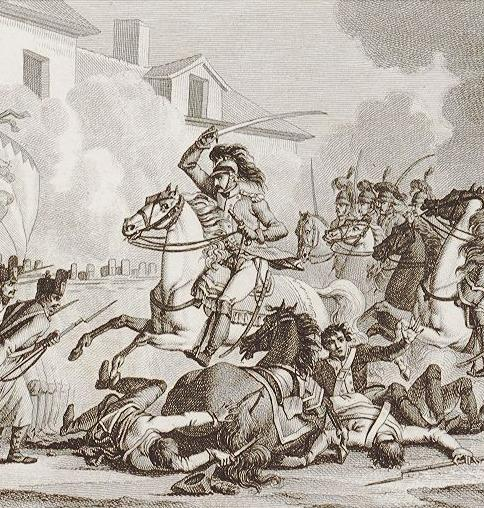
Le général Maupetit s'est rendu célèbre par ses charges, ici comme colonel à la tête de ses dragons.

Le colonel Maupetit fait les campagnes d'Autriche, de Prusse et de Pologne, de l'an XIV à 1807, avec la réserve de cavalerie de la Grande Armée. Le 16 vendémiaire an XIV, à la bataille de Wertingen, il reçoit neuf coups de baïonnette en traversant les bataillons autrichiens formés en carré, et il s'empare de quatre pièces de canon et de trois drapeaux. À Austerlitz, il est nommé commandant de la Légion d'honneur.

### Général, baron de l'Empire
En 1806, à Iéna, il montre tant de bravoure qu’il est nommé général de brigade par décret impérial du 30 décembre de la même année. Il combat et charge à Eylau. Il combat aussi à Friedland et reçoit la décoration de chevalier de la Couronne de Fer. Fait baron de l'Empire en 1808, il est envoyé en Espagne, se distingue dans plusieurs rencontres contre les Anglais, et y est blessé.
Revenu en France avec un congé de convalescence, il est ensuite nommé commandant de la subdivision de l'Orne. Le général Maupetit est mort le 13 décembre 1811 à Alençon, des suites de ses blessures.

## Distinctions
- Baron de l'Empire
- Commandeur de la Légion d'honneur
- Chevalier de la Couronne de Fer
- Chevalier de l'ordre royal de Westphalie

## Sources bibliographiques
- « Maupetit (Pierre, baron) », dans Jean Tulard (dir.), Dictionnaire Napoléon, vol. 2 (I-Z), Paris, Fayard, 1999, p. 289.
- « Maupetit (Pierre-Honoré-Anne, baron) », dans Georges Six, Dictionnaire biographique des généraux et amiraux français de la Révolution et de l'Empire, t. 2, Paris, Saffroy, 1974 (1re éd. 1934), p. 172-173.
- Guy Gaulard, « À la découverte d'un grand soldat méconnu, le général Maupetit, Lyon 1771 - Alençon 1811 », dans Bulletin trimestriel de la Société historique et archéologique de l'Orne  (ISSN 0154-0505), 2007, volume 126, no 2, p. 5-30.
- « Maupetit (le baron Pierre-Honoré-Anne) », dans Antoine-Vincent Arnault, Antoine Jay, Biographie nouvelle des contemporains, ou Dictionnaire historique…, volume 13 [Marm-Monn], Paris, La Librairie historique, 1824, p. 117 [lire en ligne]
- Notice sur le Baron Maupetit, Général de brigade, l'un des commandans de la Légion d'honneur, Chevalier de la Couronne de Fer et de l'Ordre royal de la Couronne de Westphalie, Alençon, 1811, 4 p., in-8°.
- « Pierre Maupetit », dans Charles Mullié, Biographie des célébrités militaires des armées de terre et de mer de 1789 à 1850, 1852 [détail de l’édition]

## Autres sources
- « Maupetit, Pierre Honoré Anne », commandeur de la Légion d'honneur, « Cote LH/1799/60 », base Léonore, ministère français de la Culture.